# Буркин, Владимир Александрович
Влади́мир Алекса́ндрович Бу́ркин (род. ноябрь 1957) — советский и российский художник. Известен как художник-карикатурист и иллюстратор книг.

## Биография
Владимир Буркин родился в ноябре 1957 года в Омске. В 1982 году окончил Московский архитектурный институт (МАрхИ). В 1982—1984 годах служил в Советской армии.
С 1979 года начал печататься в газетах и журналах как художник-карикатурист и иллюстратор. Был главным художником журнала «Человек и закон» (1988—1989), главным художником еженедельника «Неделя» (1997—1998), художником-карикатуристом газеты «Известия» (2010—2011), художником-карикатуристом газеты «Вечерняя Москва» (2012).
В 1987 году иллюстрировал первую книгу — «Вредные советы» Григория Остера. Иллюстрировал книги Антона Чехова, Ильи Ильфа и Евгения Петрова, Марины Москвиной, Виктора Коклюшкина, Юрия Мамлеева, Генриха Сапгира, Юрия Нагибина, Кейт Дикамилло, Эрнста Теодора Амадея Гофмана, Джона Роналда Руэла Толкина и др. Участник альманаха «Кукареку». Автор и художник собственных книг «Жижа», «Тайна озера Глубокое», «Ручная работа», «Моргун», «Арка».
Как художник-постановщик сделал с режиссёром Александром Федуловым три его последних мультфильма — «Бочка» (1990), «Потец» (1992), «Зоки и Бада» (1994).
В декабре 2011 года журнал «Медведь» в ответ на сообщение о том, что «Общественный национальный комитет по подготовке празднования 60-летия Почётного гражданина Санкт-Петербурга Путина В. В.» в качестве подарка к юбилею, который состоится 7 октября 2012 года, планирует установить на вершине Дудоровой горы трёхметровый прижизненный памятник Владимиру Путину работы Зураба Церетели, опубликовал карикатуру Владимира Буркина, имитирующую картину Эдварда Мунка «Крик», с лицом у кричащей фигуры, похожим на лицо Путина, и заголовком «Зураб Константинович! А может, не надо?»
Участник более сотни международных выставок, конкурсов (живопись, графика, иллюстрация, карикатура) в Европе, Азии, Америке.
Провёл более 15 персональных выставок в Москве, Воронеже, Братиславе, Париже, Вашингтоне, Нью-Йорке.

## Участие в творческих и общественных организациях
- Член Молодежного объединения Московского Союза художников (с 1987)[1]
- Член Московского союза художников (с 1991)[1]

## Награды
- Дипломант, лауреат, призер и победитель более тридцати международных конкурсов-выставок (книга, графика, карикатура)[1].
- За книгу Генриха Сапгира «Смеянцы» награждён золотой медалью международного конкурса детской книги в Братиславе (BIB’95)[1].
- За книгу Марины Москвиной «Моя собака любит джаз» получил диплом 1-й степени XXXVI Всероссийского конкурса «Искусство книги» (1997)[1].
- Диплом имени Х. К. Андерсена[1].

## Местонахождение произведений
Работы Владимира Буркина хранятся в частных коллекциях и музеях России, США, Канады, Польши, Сербии, Словакии, Японии, Германии, Бельгии, Италии, Болгарии, Чехии, Франции.